# Labyrinth (hudební skupina)
Labÿrinth (do roku 1994 byla známá jako Vision či jako Morbid Vision) je italská powermetalová hudební skupina založená v roce 1991 ve městě Massa. Debutové album No Limits vydali o pět let později, přičemž se jednalo o jediné album, na kterém se jako zpěvák podílel Fabio Lione. Poté se ve skupině ujal zpěvu Adolfo Morviducci, ten zde ovšem vydržel pouhé dva roky. Od roku 1999 tak zastává post zpěváka Roberto Tiranti; kromě období mezi lety 2014 a 2016, kdy ho kvůli časové vytíženosti s jeho sólovým albem nahradil Mark Boals.
Na prvních třech deskách vystupovali členové skupiny pod anglicko-seversky znějícími pseudonymy. Poté postupně začali užívat svá pravá jména všichni kromě kytaristy Carla Andrea Magnaniho, jenž je znám pod svým alter egem Olaf Thörsen.

## Sestava
- Andrea Cantarelli – kytara (od 1991)
- Olaf Thörsen – kytara (1991–2002, od 2009)
- Roberto Tiranti – zpěv (1997–1998, 1999-2014, od 2016), basová kytara (2006–2010)
- Oleg Smirnoff – klávesy (od 2016)
- John Macaluso – bicí (od 2016)
- Nik Mazzucconi – basová kytara (od 2016)

Bývalí členové
- Fabio Lione – zpěv (1991–1997)
- Franco Rubulotta – bicí, klávesy (1991–1997)
- Luca Contini – klávesy (1991–1997)
- Andrea Bartoletti – basová kytara (1991–1994)
- Cristiano Bertocchi – basová kytara (1995–2006)
- Andrea De Paoli – klávesy (1997–2016)
- Mattia Stancioiu – bicí (1997–2010)
- Adolfo Morviducci – zpěv (1998–1999)
- Pier Gonella – kytara (2003–2008)
- Alessandro Bissa – bicí (2010–2016)
- Sergio Pagnacco – basová kytara (2010–2016)
- Mark Boals – zpěv (2014-2016)

## Diskografie
- No Limits (1996)
- Return to Heaven Denied (1998)
- Sons of Thunder (2000)
- Labyrinth (2003)
- Freeman (2005)
- 6 Days to Nowhere (2007)
- Return to Heaven Denied Pt. II - "A Midnight Autumn's Dream" (2010)
- Architecture of a God (2017)

EP
- Midnight Resistance (1994)
- Piece of Time (1995)
- Timeless Crime (1999)

Koncertní alba
- Return to Live (2018)